# كاريكين الأول
هذه صفحة عن الكاثوليكوس كاريكين الأول (أرمينيا) وكان يعرف بكاريكين الثاني على كرسي كيليكيا، ومركزه لبنان. بخصوص الكاثوليكوس كاريكين الأول على كرسي كيليكيا، لبنان، أنظر كاريكين الأول (كيليكيا)
كاريكين الأول (بالأرمنية Գարեգին Ա وبالأحرف اللاتينية Karekin I) المعروف أيضا بـ الكاثوليكوس كاريكين الأول سركيسيان (المولود في كسب، سوريا عام 27 أغسطس/آب 1932 واسمه بالولادة نيشان سركيسيان) كان كاثوليكوسا لـ«كاثوليكوسية بيت كيليكيا الكبير» ومركزها انطلياس، لبنان بين 1983 و1994 وعرف في هذه الفترة بـ كاريكين الثاني، وبعدها انتخب كاثوليكوسا لعموم الأرمن (أي رأسا للكنيسة الأرمنية الرسولية) عام 1994 ومقرّها في إتشميادزين (في مدينة فاغارشاباد، أرمينيا)، وأصبح يعرف منذ ذلك الحين بـ كاريكين الأول خلفا لكاثوليكوس عموم الأرمن فاسكين الأول المتوفي بعد وجوده على كرسي إتشميادزين من عام 1955 إلى 1994.
الكاثوليكوس كاريكين الأول (كاريكين الثاني سابقا) كان مطرانا وأسقفا وممثلا بطريركيا للولايات المتحدة الشرقية للأرمن الأرثوذكس في 1973 ومن ثم كاثوليكوسا مساعدا للكاثوليكوس خورين الأول في أنطلياس ابتداء من 1977 قبل تنصيبه كاثوليكوسا عام 1983 لبيت كيليكيا بعد وفاة خورين الأول.